# إيماغاوا يوشيموتو
إيماغاوا يوشيموتو (باليابانية: 今川義元؛ بالكانا: いまがわ よしもと) هو ساموراي ياباني، ولد في 1519 في شيزوكا في اليابان، قُتَلَ في مَعْرَكة أوَكيهَازَاما في 12 يونيو 1560 في تويو أكه في اليابان.